# Acacia langsdorfii
Acacia langsdorfii é uma espécie de leguminosa do gênero Acacia, pertencente à família Fabaceae.